# Odontosoria scandens
Odontosoria scandens är en ormbunkeart som först beskrevs av Nicaise Augustin Desvaux, och fick sitt nu gällande namn av Carl Frederik Albert Christensen. Odontosoria scandens ingår i släktet Odontosoria och familjen Lindsaeaceae. Inga underarter finns listade.